# Beneixama (kommunhuvudort)
Beneixama är en kommunhuvudort i Spanien.   Den ligger i provinsen Provincia de Alicante och regionen Valencia, i den sydöstra delen av landet, 300 km sydost om huvudstaden Madrid. Beneixama ligger 596 meter över havet och antalet invånare är 1 956.
Terrängen runt Beneixama är huvudsakligen kuperad, men den allra närmaste omgivningen är platt. Runt Beneixama är det ganska glesbefolkat, med 38 invånare per kvadratkilometer. Närmaste större samhälle är Villena, 11,0 km sydväst om Beneixama. Trakten runt Beneixama består till största delen av jordbruksmark.